# Super Godzilla
Super Godzilla (超ゴジラ?, Chō-Gojira) è un videogioco per Super Nintendo pubblicato nel 1993 dalla Toho.
A differenza di altri giochi di quel periodo, Super Godzilla non è un classico videogioco d'azione. Infatti il giocatore deve guidare Godzilla in vari livelli premendo il tasto adatto al momento giusto. Il gioco è diviso in due schermi: quello superiore mostra le azioni che Godzilla sta compiendo al momento, mentre lo schermo inferiore mostra la sua posizione al momento. Quando Godzilla incontra un mostro da combattere, il gioco converte lo schermo diviso in due parti in uno classico con la visuale laterale di Godzilla
Il gioco è celebre per comprendere il mostro di Bagan, un personaggio che inizialmente doveva essere un nemico di Godzilla in un film. Inoltre il gioco è conosciuto per aver sostituito Mechagodzilla dell'epoca heisei con l'originale Mechagodzilla nella versione americane del gioco dato che il film Godzilla vs. Mechagodzilla non era ancora uscito in quel periodo.

## Mostri giocabili
- Godzilla
- Super Godzilla

## Altri mostri presenti nel gioco
- King Ghidorah
- Mechagodzilla
- Biollante
- Battra
- Mecha-King Ghidorah
- Bagan